# Comic Garden
Monthly Comic Garden (月刊コミックガーデン?, Gekkan Komikku Gāden) è una rivista giapponese di manga shōnen pubblicata dalla Mag Garden. Il primo numero è uscito il 1º settembre 2014.

## Alcune serie pubblicate
- Amadeus Code[2]
- Chichi Kogusa[2]
- Donten ni warau: gaiden (Kemuri Karakara)[1]
- Dora Kuma[2]
- Girl from the Other Side
- Grisaia no kajitsu: L'Oiseau bleu[2]
- Kuroa Chimera (Kairi Sorano)[1]
- M3: sono kuroki hagane[2]
- Mahō tsukai no yome[3]
- Peace Maker Kurogane (Nanae Chrono)[1]
- Princess Lucia[2]
- Psycho-Pass: kanshikan shinya kogami[2]
- Psycho-Pass 2[2]
- Rain[2]
- Rengoku ni warau (Kemuri Karakara)[1]
- The Rolling Girls[2]
- Shiina-kun no torikemo hyakka[1]
- Shimoneta to iu gainen ga sonzai shinai taikutsu na sekai: manmaruhen[2]
- Shūten unknown (Shiho Sugiura)[1]
- Sketchbook[2]